# مطثية ألدنية
مطثية ألدنية (الاسم العلمي: Clostridium aldenense) هي نوع من البكتيريا يتبع جنس المطثية من الفصيلة المطثاوية.
هذا النوع من البكتريا منسوب إلى مختبر البحوث ر.م. ألدين في الولايات المتحدة الأمريكية.